# Curling-Weltmeisterschaft der Herren 1997

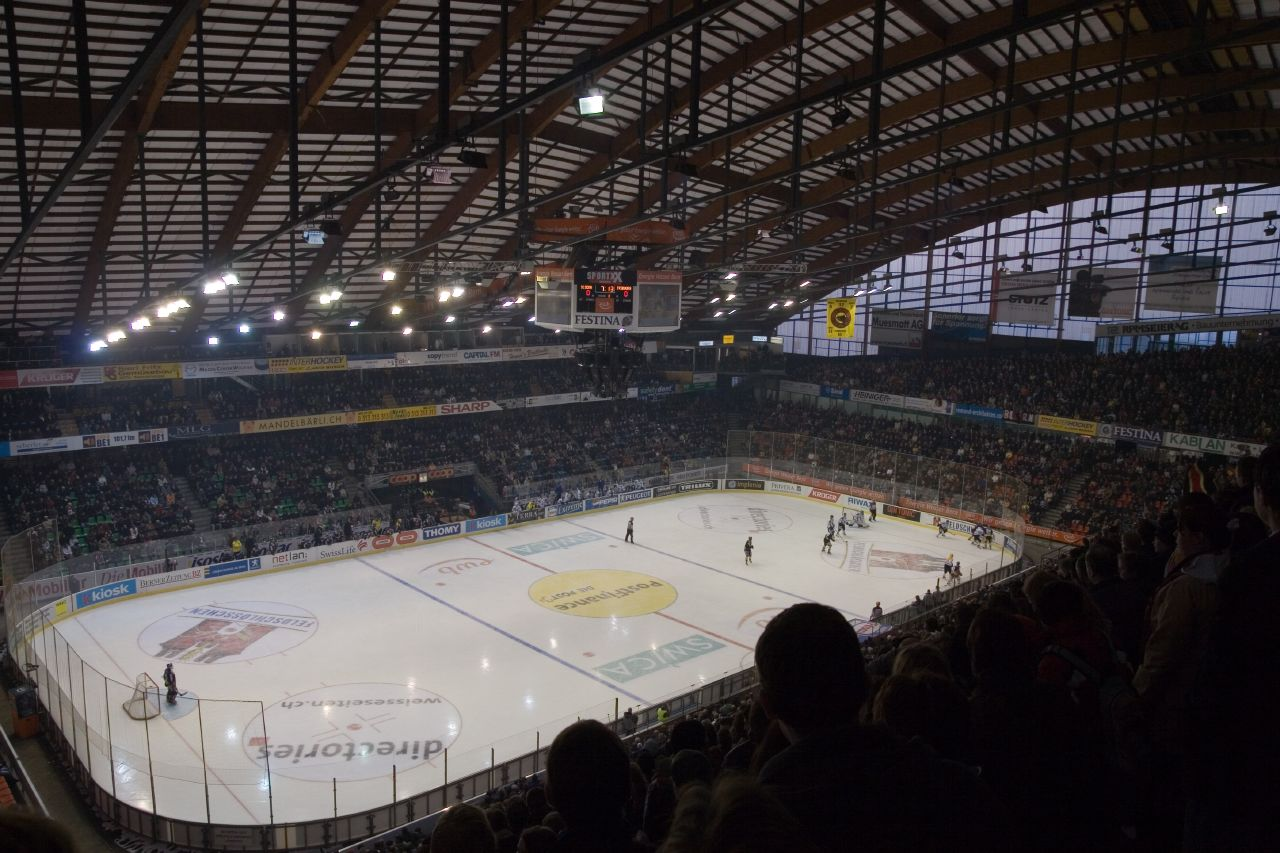
Das Eisstadion Allmend in Bern.

Die Curling-Weltmeisterschaft der Herren 1997 (offiziell: Ford World Men’s Curling Championship 1997) war die 39. Austragung (inklusive Scotch Cup) der Welttitelkämpfe im Curling der Herren. Sie wurde vom 12. bis 20. April des Jahres im Schweizer Bundesstadt Bern im Eisstadion Allmend veranstaltet. 
Die Curling-Weltmeisterschaft der Herren wurde in einem Rundenturnier (Round Robin) zwischen den Mannschaften aus Schottland, Kanada, den Vereinigten Staaten, Deutschland, Schweden, Australien, der Schweiz, Dänemark, Norwegen und Finnland ausgespielt. 
Die Spiele wurden auf zehn Ends angesetzt.
Zum dritten Mal nach 1973 und 1977 beendete Schweden eine Herren-Curling-Weltmeisterschaft als Sieger. Der Finalgegner war die deutsche Mannschaft, die bis zum siebten End mit 2:1 Steinen führte. Die Vorentscheidung fiel in End 7, in dem die Schweden vier Steine im Haus platzieren konnten. Der Endstand lautete 6:3 nach neun Ends. Deutschland verlor auch im dritten Anlauf nach 1983 und 1987 ein WM-Finale.
Schottland bezwang den Titelverteidiger Kanada im Duell um die Bronzemedaille mit 8:4. 

## Teilnehmende Nationen
| Australien | Dänemark | Deutschland | Italien | Kanada |
| --- | --- | --- | --- | --- |
| Sydney Harbour CC, Sydney Skip: Hugh Millikin Third: Gerald Chick Second: Stephen Johns Lead: Stephen Hewitt Ersatz: Jonathan Wade | Hvidovre CC, Hvidovre Skip: Ulrik Schmidt Third: Lasse Lavrsen Second: Brian Hansen Lead: Ulrik Damm Ersatz: Carsten Svensgaard | CC Füssen, Füssen Skip: Andreas Kapp Third: Ulrich Kapp Second: Oliver Axnick Lead: Holger Höhne Ersatz: Michael Schäffer        | Hyvinkää CC, Hyvinkää Skip: Markku Uusipaavalniemi Third: Wille Mäkelä Second: Jussi Uusipaavalniemi Lead: Tommi Häti Ersatz: Jouni Weckman | Ottewell CC, Edmonton, AB Skip: Kevin Martin Third: Don Walchuk Second: Rudy Ramcharan Lead: Don Bartlett Ersatz: Jules Owchar |
| Norwegen | Schottland | Schweden | Schweiz | Vereinigte Staaten |
| Stabekk CC, Oslo Skip: Pål Trulsen Third: Lars Vågberg Second: Bent Ånund Ramsfjell Lead: Knut Ivar Moe Ersatz: Morten Halsa       | Castle Kennedy CC, Stranraer Skip: Hammy McMillan Third: Norman Brown Second: Mike Hay Lead: Brian Binnie Ersatz: Peter Loudon  | Östersunds CK, Östersund Skip: Peja Lindholm Third: Tomas Nordin Second: Magnus Swartling Lead: Peter Narup Ersatz: Marcus Feldt | Basel-Ysfäger CC, Basel Skip: Patrick Netzer Third: Markus Widmer Second: Damian Grichting Lead: Fabian Burckhardt Ersatz: Tobias Treyer    | Langdon CC, Langdon, ND Skip: Craig Disher Third: Kevin Kakela Second: Joel Jacobson Lead: Paul Peterson Ersatz: Randy Darling |

## Tabelle der Round Robin
| Schlüssel | Schlüssel                      |
| --------- | ------------------------------ |
|           | Qualifiziert für die Play-offs |

| Platz | Team               | Spiele | Siege | Ndlg. |
| ----- | ------------------ | ------ | ----- | ----- |
| 1.    | Kanada             | 9      | 7     | 2     |
| 2.    | Schottland         | 9      | 7     | 2     |
| 3.    | Deutschland        | 9      | 6     | 3     |
| 4.    | Schweden           | 9      | 6     | 3     |
| 5.    | Dänemark           | 9      | 5     | 4     |
| 6.    | Vereinigte Staaten | 9      | 4     | 5     |
| 7.    | Australien         | 9      | 3     | 6     |
| 7.    | Norwegen           | 9      | 3     | 6     |
| 7.    | Schweiz            | 9      | 3     | 6     |
| 10.   | Finnland           | 9      | 1     | 8     |

## Ergebnisse der Round Robin
| Kanada | Schweden |
| 9      | 6        |

| Deutschland | Finnland |
| 7           | 6        |

| Vereinigte Staaten | Australien |
| 9                  | 5          |

| Schottland | Schweiz |
| 3          | 6       |

| Norwegen | Dänemark |
| 5        | 7        |

| Schweiz | Dänemark |
| 3       | 8        |

| Schottland | Schweden |
| 8          | 3        |

| Deutschland | Norwegen |
| 5           | 4        |

| Australien | Kanada |
| 5          | 8      |

| Vereinigte Staaten | Finnland |
| 5                  | 6        |

| Vereinigte Staaten | Norwegen |
| 6                  | 5        |

| Australien | Deutschland |
| 8          | 6           |

| Schweiz | Schweden |
| 4       | 12       |

| Finnland | Schottland |
| 1        | 9          |

| Dänemark | Kanada |
| 8        | 6      |

| Finnland | Kanada |
| 2        | 10     |

| Schweden | Dänemark |
| 6        | 4        |

| Schottland | Deutschland |
| 5          | 2           |

| Norwegen | Australien |
| 7        | 6          |

| Schweiz | Vereinigte Staaten |
| 8       | 6                  |

| Schottland | Vereinigte Staaten |
| 7          | 6                  |

| Finnland | Schweiz |
| 7        | 9       |

| Norwegen | Kanada |
| 6        | 11     |

| Dänemark | Deutschland |
| 6        | 7           |

| Australien | Schweden |
| 5          | 7        |

| Norwegen | Finnland |
| 7        | 5        |

| Dänemark | Australien |
| 4        | 3          |

| Kanada | Schottland |
| 7      | 6          |

| Vereinigte Staaten | Schweden |
| 7                  | 8        |

| Deutschland | Schweiz |
| 5           | 4       |

| Schweden | Deutschland |
| 3        | 12          |

| Kanada | Vereinigte Staaten |
| 7      | 5                  |

| Finnland | Dänemark |
| 4        | 7        |

| Schweiz | Norwegen |
| 5       | 7        |

| Schottland | Australien |
| 9          | 5          |

| Dänemark | Schottland |
| 3        | 5          |

| Schweiz | Kanada |
| 4       | 7      |

| Australien | Finnland |
| 8          | 4        |

| Deutschland | Vereinigte Staaten |
| 6           | 8                  |

| Schweden | Norwegen |
| 6        | 4        |

| Australien | Schweiz |
| 8          | 7       |

| Norwegen | Schottland |
| 4        | 5          |

| Dänemark | Vereinigte Staaten |
| 8        | 9                  |

| Schweden | Finnland |
| 8        | 7        |

| Kanada | Deutschland |
| 6      | 7           |

## Play-off

### Turnierbaum
|  | Halbfinale | Halbfinale  | Halbfinale |                  |  | Finale | Finale      | Finale |
|  |            |             |            |                  |  |        |             |        |
|  |            |             |            |                  |  |        |             |        |
|  | 1          | Kanada      | 4          |                  |  |        |             |        |
|  | 4          | Schweden    | 6          |                  |  | 4      | Schweden    | 6      |
|  |            |             |            |                  |  | 3      | Deutschland | 3      |
|  |            |             |            |                  |  |        |             |        |
|  |            |             |            | Spiel um Platz 3 |  |        |             |        |
|  | 2          | Schottland  | 3          |                  |  |        |             |        |
|  | 3          | Deutschland | 6          |                  |  | 1      | Kanada      | 4      |
|  |            |             |            |                  |  | 2      | Schottland  | 8      |
|  |            |             |            |                  |  |        |             |        |

### Halbfinale
| Schweden | Kanada |
| 6        | 4      |

| Schottland | Deutschland |
| 3          | 6           |

### Spiel um die Bronzemedaille
| Schottland | Kanada |
| 8          | 4      |

### Finale
| Team        |  | 1 | 2 | 3 | 4 | 5 | 6 | 7 | 8 | 9 | 10 | Gesamt |
| ----------- |  | - | - | - | - | - | - | - | - | - | -- | ------ |
| Schweden    |  | 0 | 0 | 1 | 0 | 0 | 0 | 4 | 0 | 1 | X  | 6      |
| Deutschland |  | 0 | 1 | 0 | 0 | 1 | 0 | 0 | 1 | 0 | X  | 3      |

## Endstand
| Platz | Land               |
| ----- | ------------------ |
| 1     | Schweden           |
| 2     | Deutschland        |
| 3     | Schottland         |
| 4     | Kanada             |
| 5     | Dänemark           |
| 6     | Vereinigte Staaten |
| 7     | Australien         |
| 7     | Norwegen           |
| 7     | Schweiz            |
| 10    | Finnland           |